# Dirigold

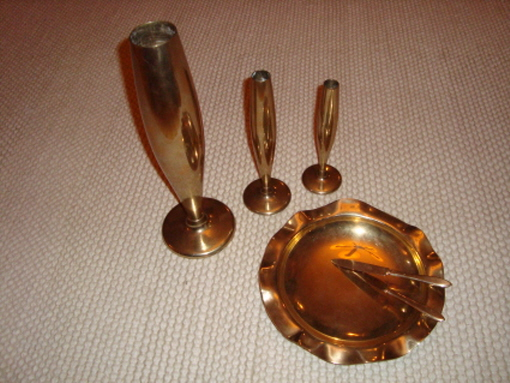
Dirigoldföremål

Dirigold är en legering av 9 delar koppar, 1 del aluminium och några hemliga ämnen. Dirigoldet användes till bordsbestick, husgerådssaker och prydnadsföremål. Det hade "guldets glans och stålets styrka" hette det i reklamen.
Dirigold uppfanns av de svenska ingenjörerna Carl Adolf von Malmborg och Carl Molin i USA i slutet av 1910-talet. De flyttade tillbaka till Sverige och startade tillverkningen 1920 i Skebäck i Örebro. Ingenjörerna fick efter finansiella problem kontakt med direktör Sven Johnsson på Örebroföretaget Johnsson & Hill. AB Alcometaller bildades 1922. Marknadsföringen i Sverige och Europa av dirigold tog härmed fart och på Göteborgsmässan 1923 gjorde dirigold succé. Man öppnade affärer både i Stockholm och Örebro och hade även många återförsäljare av dirigold. Man blev kunglig hovleverantör till kung Gustaf V. Ivar Kreuger specialbeställde metalldetaljer till sin lustyacht.
1925 skedde en brytning bland de inblandade personerna i dirigoldtillverkningen. Von Malmborg flyttade tillbaka till USA. Något år senare flyttade även Molin tillbaka till USA. Båda ville starta egna företag med dirigoldtillverkning i Amerika medan AB Alcometaller skulle svara för exporten på den europeiska kontinenten.
1926 flyttade AB Alcometaller till nya lokaler i Mosås söder om Örebro. Produktionen leddes av överingenjör John Norelius som också formgav vissa föremål. Någon riktig designer var aldrig anställd vid fabriken.
I och med depressionen 1931 fick många firmor problem. Detta gällde även AB Alcometaller och dirigoldets storhetstid var över men produktionen fortsatte till andra världskrigets utbrott 1939. Då indrogs metallicenserna för allt hushållsgods. Produktionen av dirigold återupptogs aldrig efter kriget, bestick av rostfritt stål började göra sig gällande, men AB Alcometaller lever vidare under namnet AlcoPropeller AB och tillverkar propellrar och turbinblad.
Dirigold tillverkades åtminstone fram till 1980-talet i USA. Man tvingades byta namnet till dirilyte för att inte vilseleda folk att det var guld i metallen.